# Східчаста піраміда

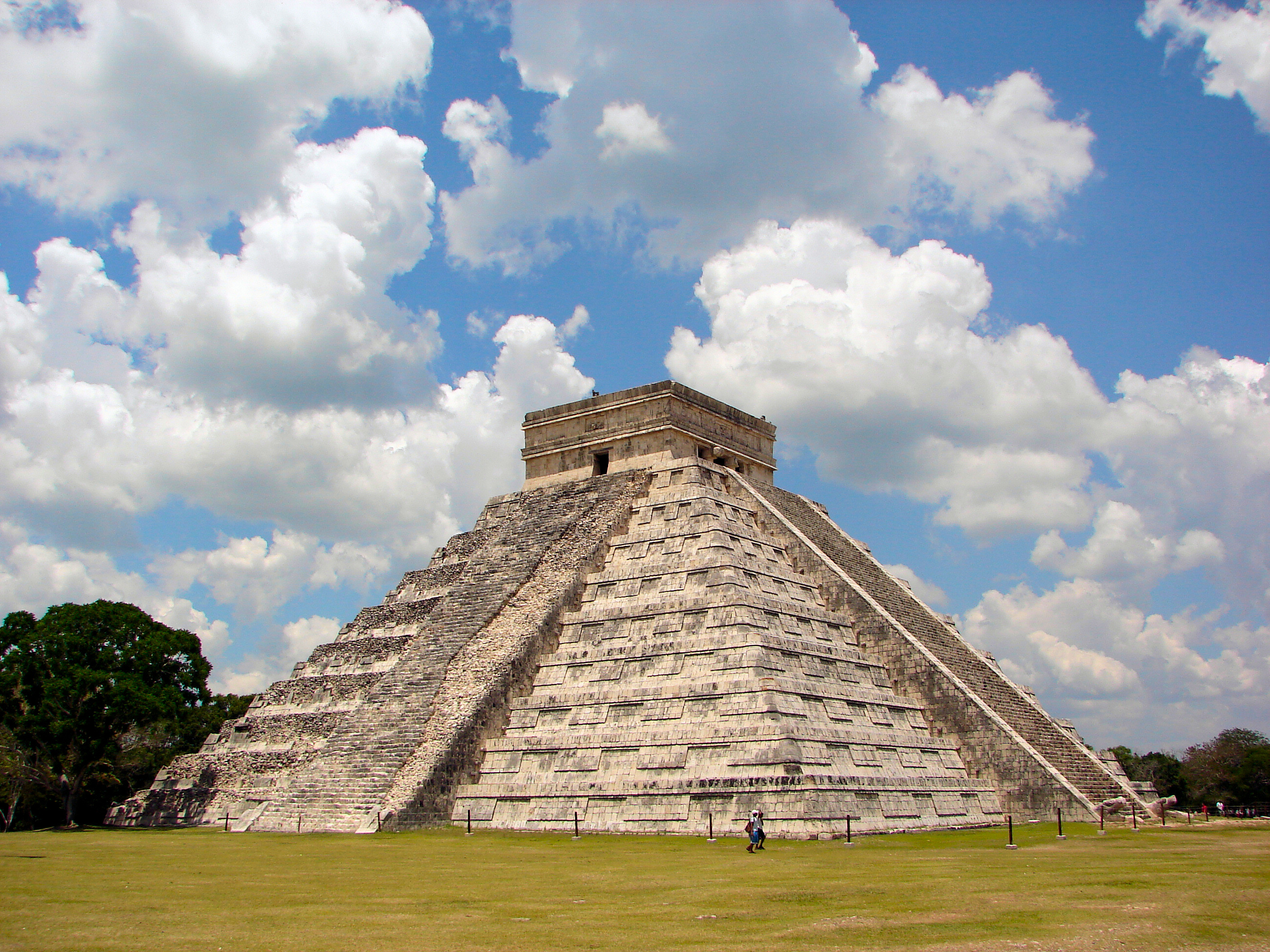
Східчаста піраміда Кукулькана в Чичен-Іца

Ступінчаста піраміда, або східчаста піраміда — архітектурна споруда, в якій використовуються пласкі платформи або ступені, поступово йдучи вгору і утворюючи форму близьку до геометричної піраміди. Ступінчасті піраміди — це споруди характерні для кількох культур, які впродовж всієї своєї історії будували їх. Як правило подібні спорудження великі і виконані з декількох кам'яних шарів. Даний термін відноситься до пірамідальних споруд, які з'явилися незалежно один від одного в різних цивілізаціях не маючи між собою контактів.

## Месопотамія

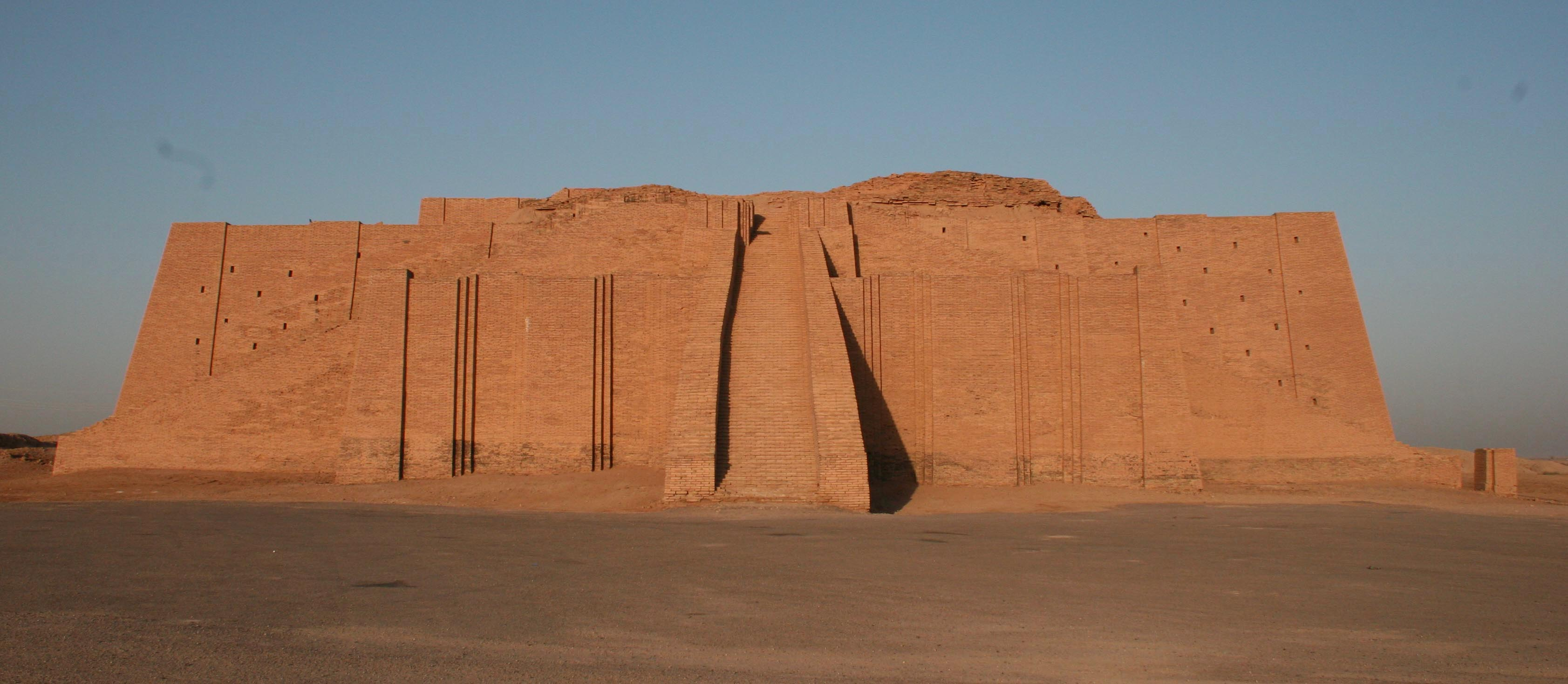
Зикурат в Урі

Зикурати — це великі релігійні споруди, побудовані в месопотамській долині і в західній частині Іранського нагір'я, що мають форму ступінчастої піраміди з терасами, поступово зменшуючись до вершини. Відомо близько 32 месопотамських зикуратів, 28 з яких в Іраку і 4 в Ірані. Найбільш відомими зикуратами вважаються Зиккурат в Урі, Дур-Курігальзу, Чога-Занбіль, Сіалк та інші. Зикурати будували шумери, вавилоняни, еламці і ассирійці. Попередниками зикуратів вважаються храми на піднятих платформах або терасах, які відносяться до убейдського періоду, будівництво яких тривало протягом 4000 років аж до VI століття до нашої ери. Найдавніший зикурат відносять до ранньодинастичного періоду в Південній Месопотамії. Його багатоярусна структура мала прямокутну, квадратну і овальну платформи. Зикурат мав пірамідальну форму. Зикурат був побудований на основі саманів, а облицювання з обпаленої цегли. Облицювання покривали кольоровою глазур'ю. На деяких глазурованих цеглинах зустрічалися царські імена. Кількість ярусів могло коливатися від 2 до 7 з святилищем на вершині зикурату. Піднімалися на вершину по спеціальним пандусам, розташованим на одній стороні, або ж по спіральному пандусу.

## Стародавній Єгипет

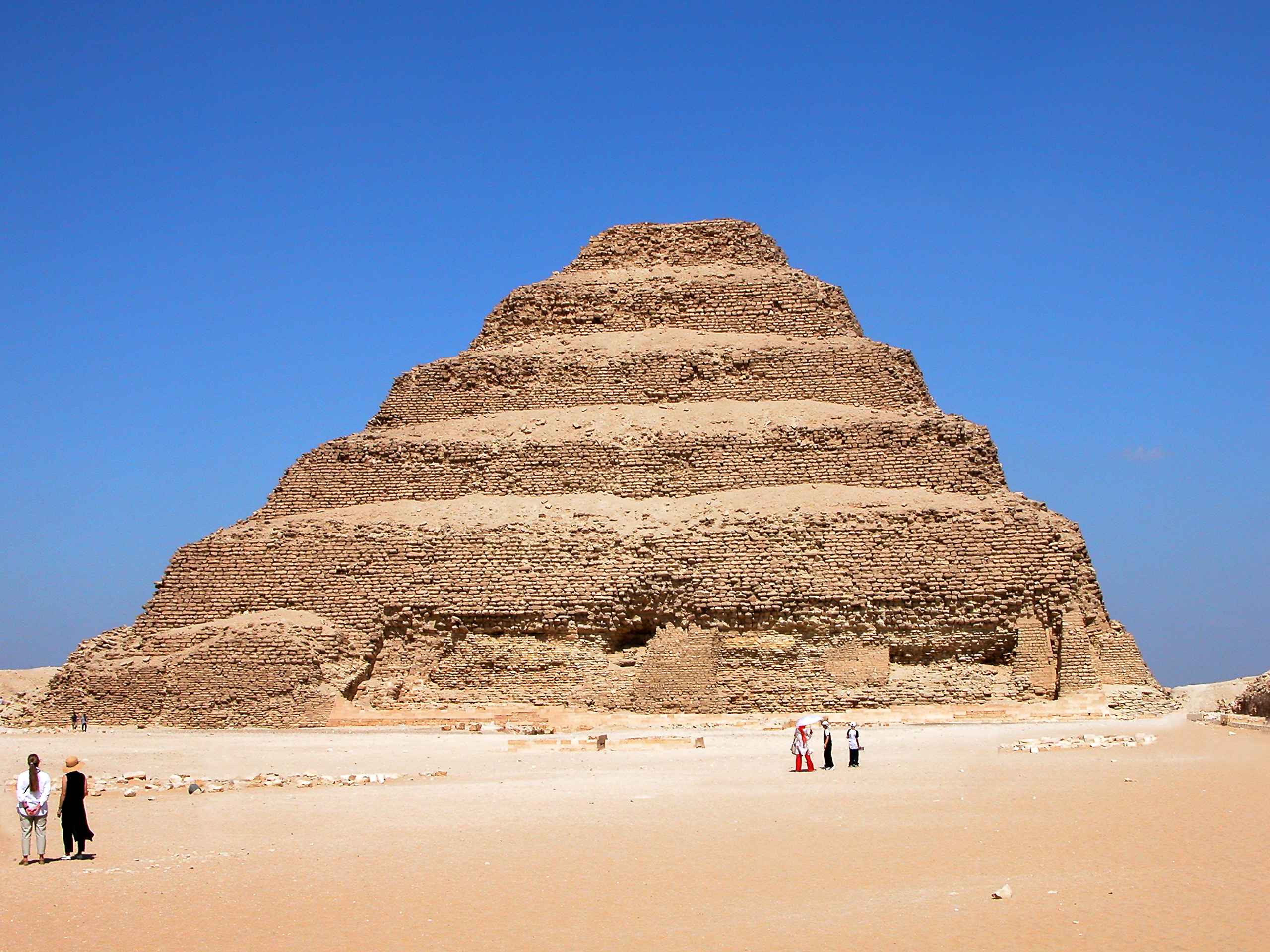
Піраміда Джосера

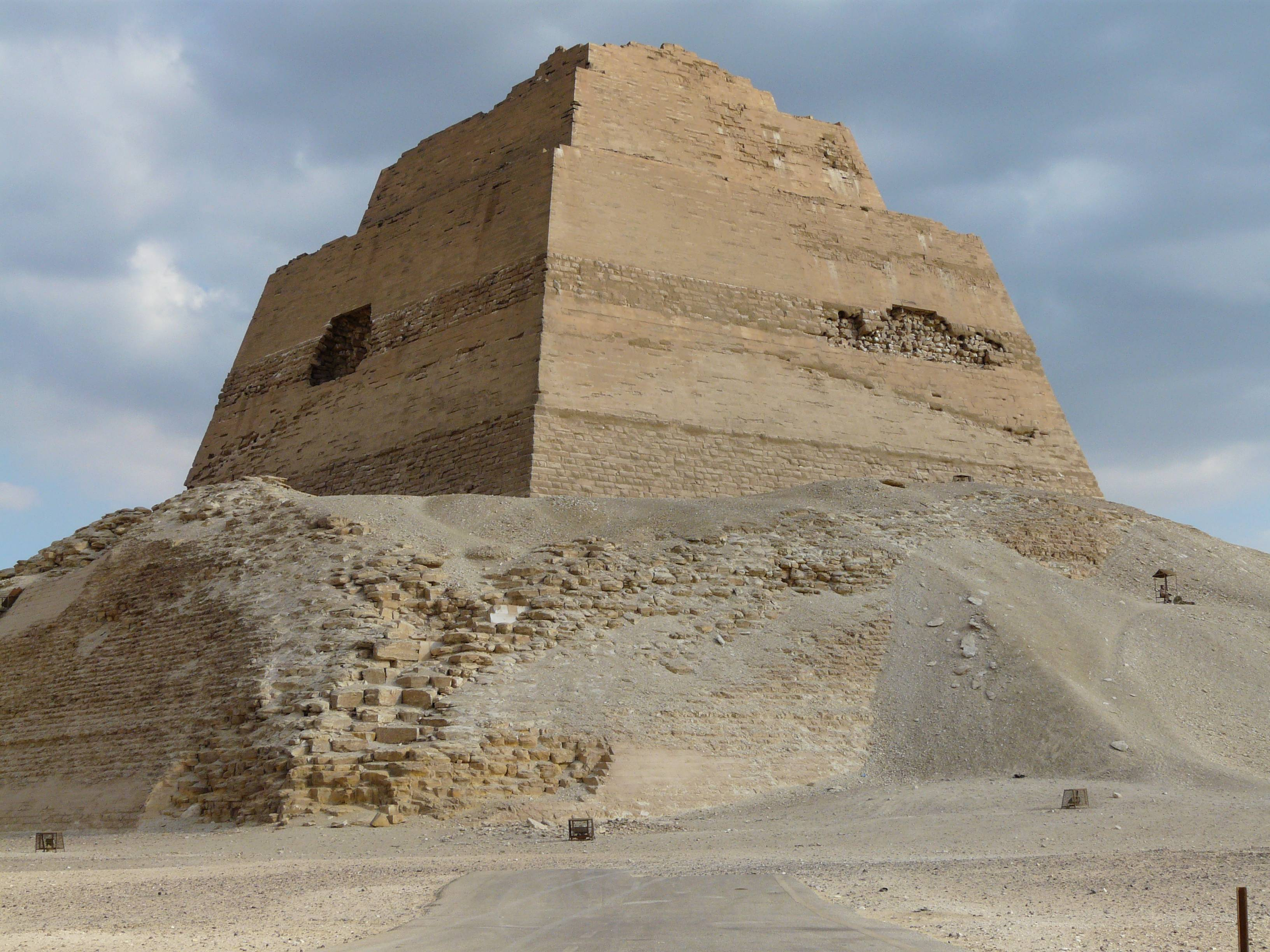
Піраміда в Мейдумі

У Стародавньому Єгипті ступінчасті піраміди будували в період III династії. Перша ступінчаста піраміда була побудована архітектором Імхотепом для фараона Джосера. Піраміда Джосера складається з шести мастаб, які зменшувалися до вершини. Окрім Джосера, в Єгипті є і інші ступінчасті піраміди:
- Шарова піраміда
- Піраміда Сехемхета
- Піраміда Неферфра
- Піраміда Неферіркара
- Піраміда в Мейдумі

За часів IV династії єгиптяни перейшли до будівництва так званих "справжніх пірамід" з гладкою поверхнею. Першими з таких пірамід були Рожева і Ламана піраміди в Дахшурі, побудовані за наказом фараона Снофру.

## Африка
В Африці ступінчасті пірамідальні будови зустрічаються в Нігерії, поблизу від міста Енсуд, що на півночі Ігболенду. Піраміди Енсуд побудовані з глини, або необпаленої цегли. Нижня базова платформа досягала 18 метрів в ширину і 90 см у висоту. Наступна платформа була 13 метрів в ширину. Всі платформи були не прямокутними як в більшості східчастих пірамідах, а круглими. Піраміди складалися в основному з п'яти ступенів. Дані піраміди були храмами бога Ала/Уто, який за переказами місцевих жителів мешкав на вершині піраміди. Палка на вершині піраміди являла собою місце в якому жив бог. Так як ці споруди були побудовані з глини, в даний момент вони знаходяться в поганому стані і потребують реконструкції.

## Європа

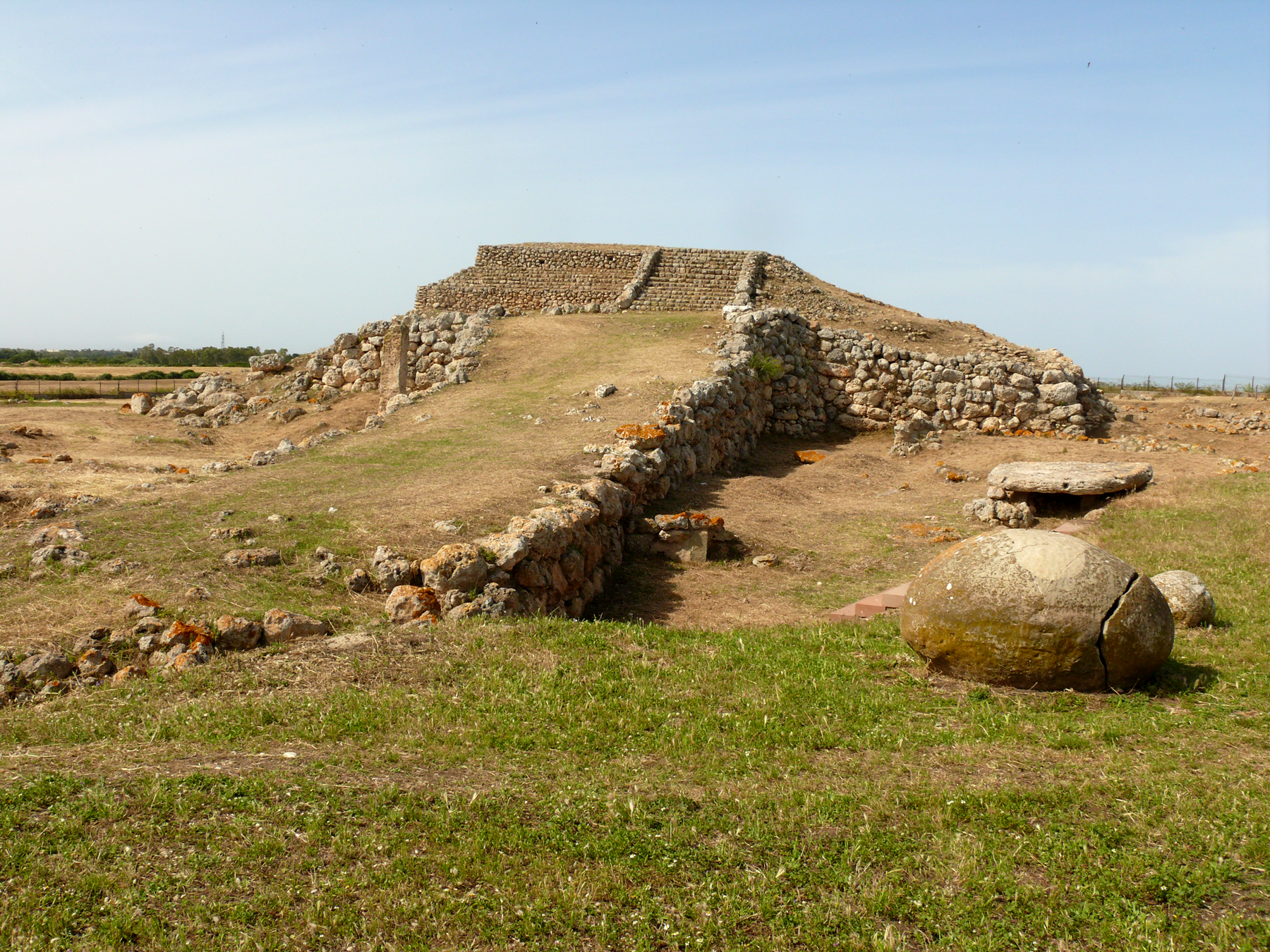
Сардинський зикурат

На острові Сардинія існує так званий Сардинський зикурат, датований 4 тисячоліттям до н. е., він має трапецієподібну форму, яка підноситься на штучному пагорбі. На вершині цієї зрізаної піраміди був споруджений прямокутний майданчик, орієнтований на південь, відомий як «червоний храм», де всі поверхні були пофарбовані вохрою. Дану платформу відносять до періоду Мідної епохи (2700-2000 рр. до н. е.), сам храм використовувався аж до Ранньої бронзи (2000-1600 рр. до н. е.). Поблизу від храму стоять кілька каменів і велика вапнякова плита, яка могла служити в якості вівтаря.

## Мезоамерика

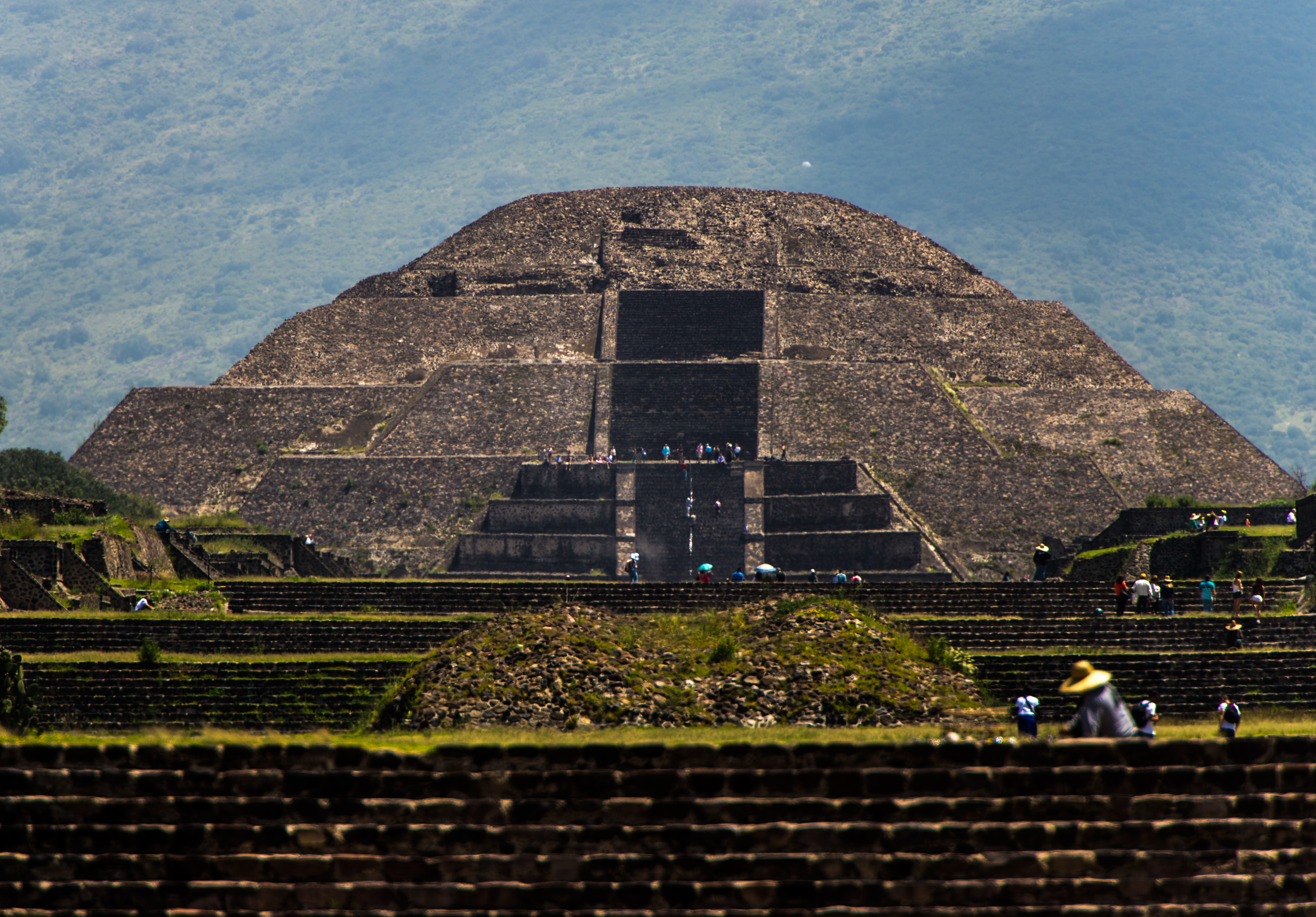
Піраміда Місяця в Теотіуакані

Велика частина всіх східчастих пірамід була побудована доколумбовими цивілізаціями. Руїни східчастих пірамід зустрічаються практично у всіх містах індіанців майя, а так само в ацтекській і тольтекскій культурах. Багато пірамід є багатошаровими, коли поверх одних пірамід будували інші більших розмірів. До таких пірамід відносяться Велика піраміда Чолули і Темпло Майор. Інші ступінчасті піраміди:
- Піраміда Сонця
- Храм великого ягуара
- Велика піраміда Уїцилопочтлі
- Піраміда Ель-Тахін
- Піраміда в Гуачімонтонес[ru]
- Храми в Паленке (Храм Сонця, Храм Хреста, Храм написів[ru])

## Південна Америка

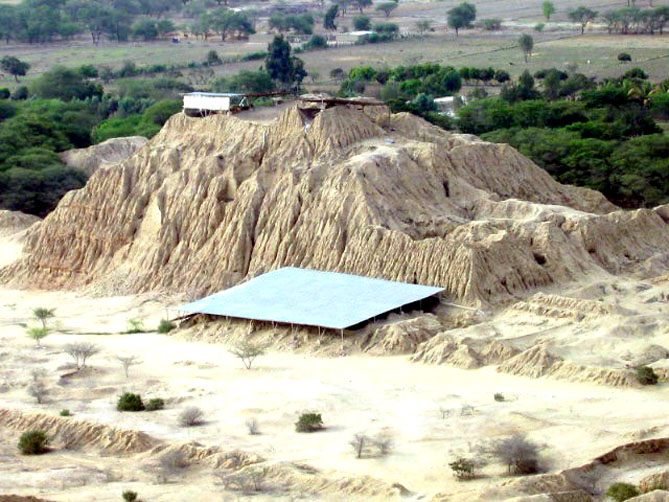
Піраміда Тукуме в Перу

У Південній Америці ступінчасті піраміди зустрічаються в архітектурі Моче. Храм Місяця шириною 87 метрів і висотою 21 метр був культовим, церемоніальним і релігійним центром в культурі Моче. На стінах цього храму збереглися кольорові фрески. У чавін є ступінчастий храм Гарагай з одноколірними рельєфами, що датується 3500 роком до. н. е. У Перу піраміди Тукуме, більшість з яких побудовані з саману.

## Північна Америка

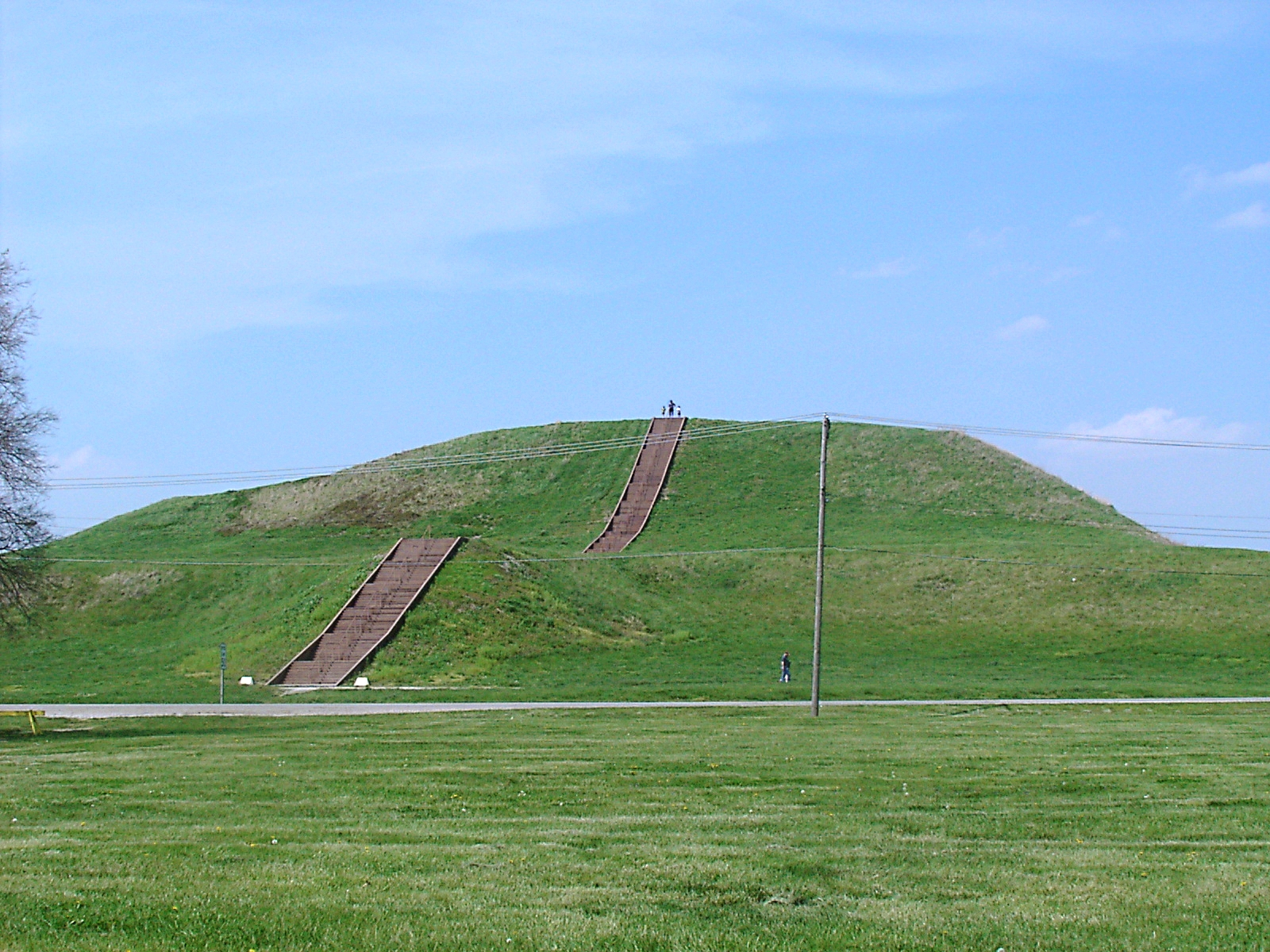
Монкс-Маунд в США

У Північній Америці ступінчасті піраміди зустрічаються серед руїн Міссісіпської культури в межах так званого Південно-східного церемоніального комплексу. Монкс-Маунд є найбільшою земляною пірамідою в цьому регіоні. Монкс-Маунд входить в комплекс з 109 курганів, об'єднаних однією назвою Кахокія, розташованих на березі Міссісіпі, навпроти міста Сент-Луїс в штаті Іллінойс, США. За величиною площі, Монкс-Маунд вважається найбільшою пірамідою в світі після пірамід Ла-Данта і Чолула.

## Індонезія

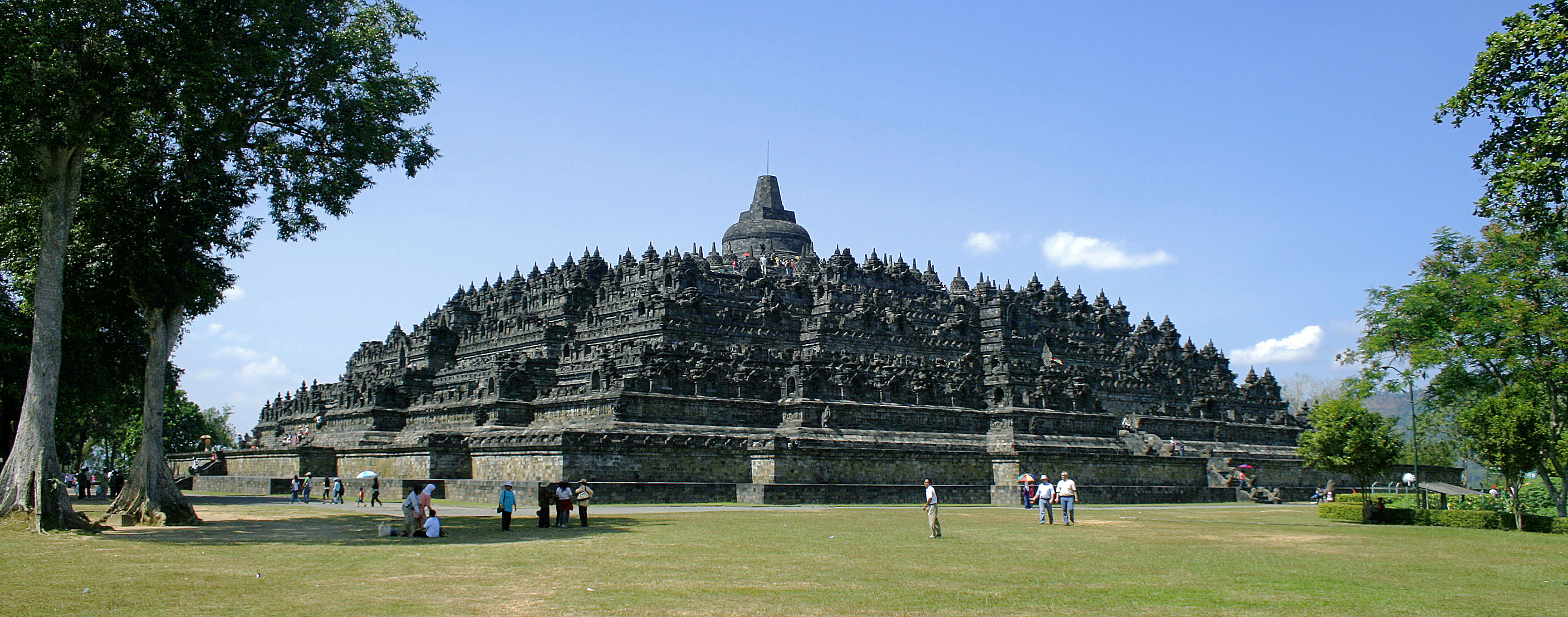
Боробудур в Індонезії.

Поряд з менгірами, кам'яними столами і кам'яними статуями австронезійської мегалітичної культури в Індонезії є земляні і кам'яні пірамідальні структури, звані Пунден Берундак. Подібні споруди були знайдені в Панггіянгані, Сісолокі, Гунун Падангі і на Західній Яві, остання вважається найбільшим мегалітичним місцем в Південносхідній Азії. Будівництво пірамід в Індонезії є невід'ємною частиною народного повір'я в те, що гори і інші височини служать притулком духам предків або хаянів.
Найбільш відомою ступінчастою пірамідою в Індонезії вважається буддійська ступа Боробудур, побудована в VIII-IX століттях в Центральній Яві.

## В інших країнах
У Камбоджі в храмовому комплексі Кох Кер є храм-гора Прасатпранг, виконана у вигляді ступінчастою піраміди.
У Китаї в повіті Цзіань знаходиться ступінчаста піраміда, побудована в період Когурьо, також є піраміда часів Тангутського царства та інші.
В Індії в місті Чідамбарам ступінчасті пірамідальні будови представлені в храмовому комплексі Шиви-Натараджі, а також в храмі Брахідеешварар та інших.

## Галерея

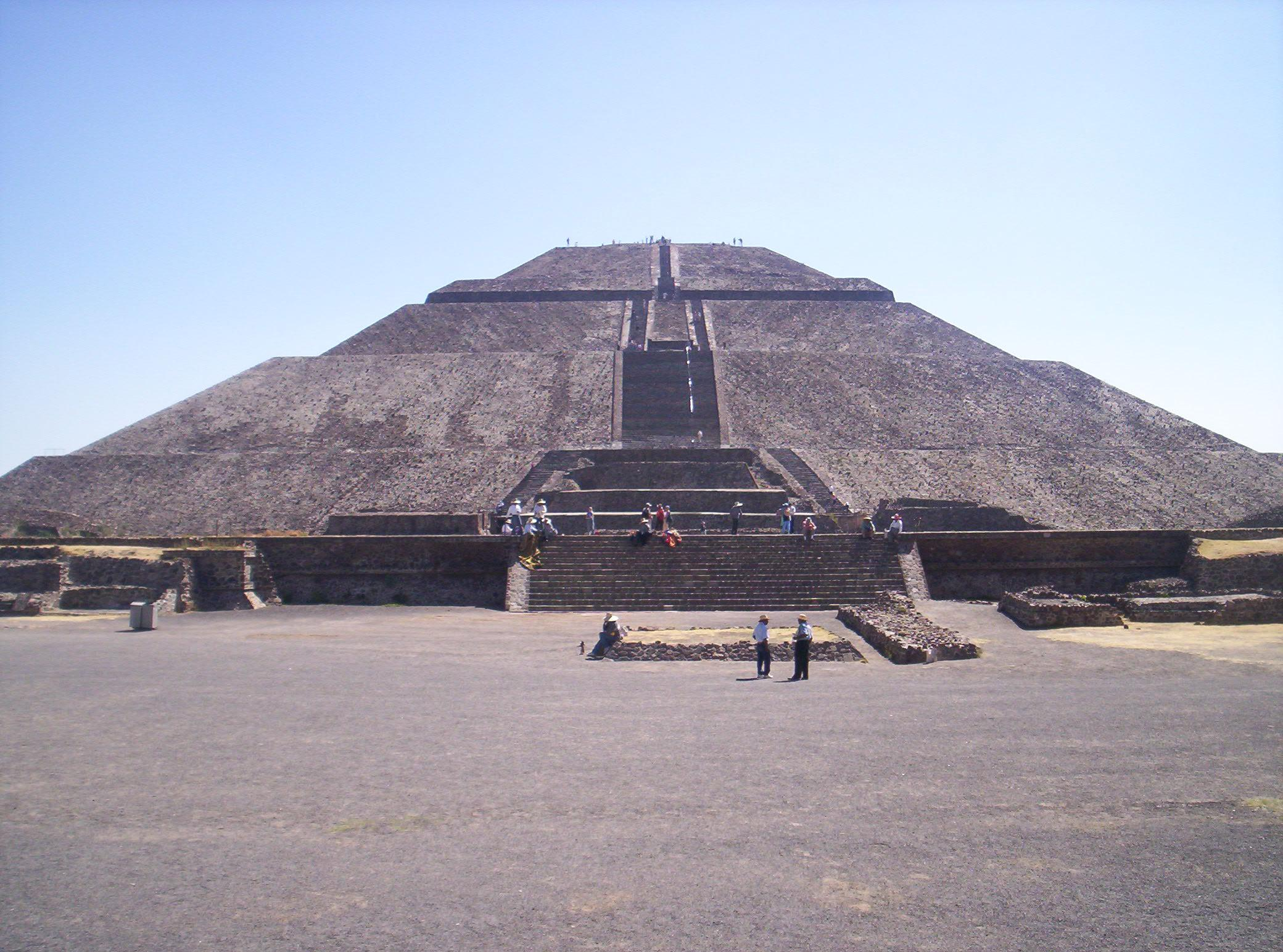
Піраміда Сонця в Теотіуакані
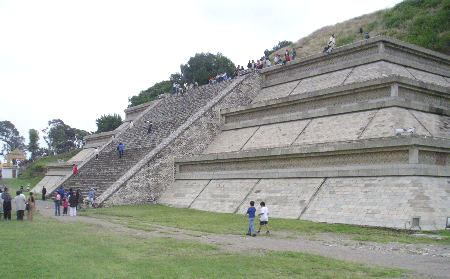
Піраміда в Чолула
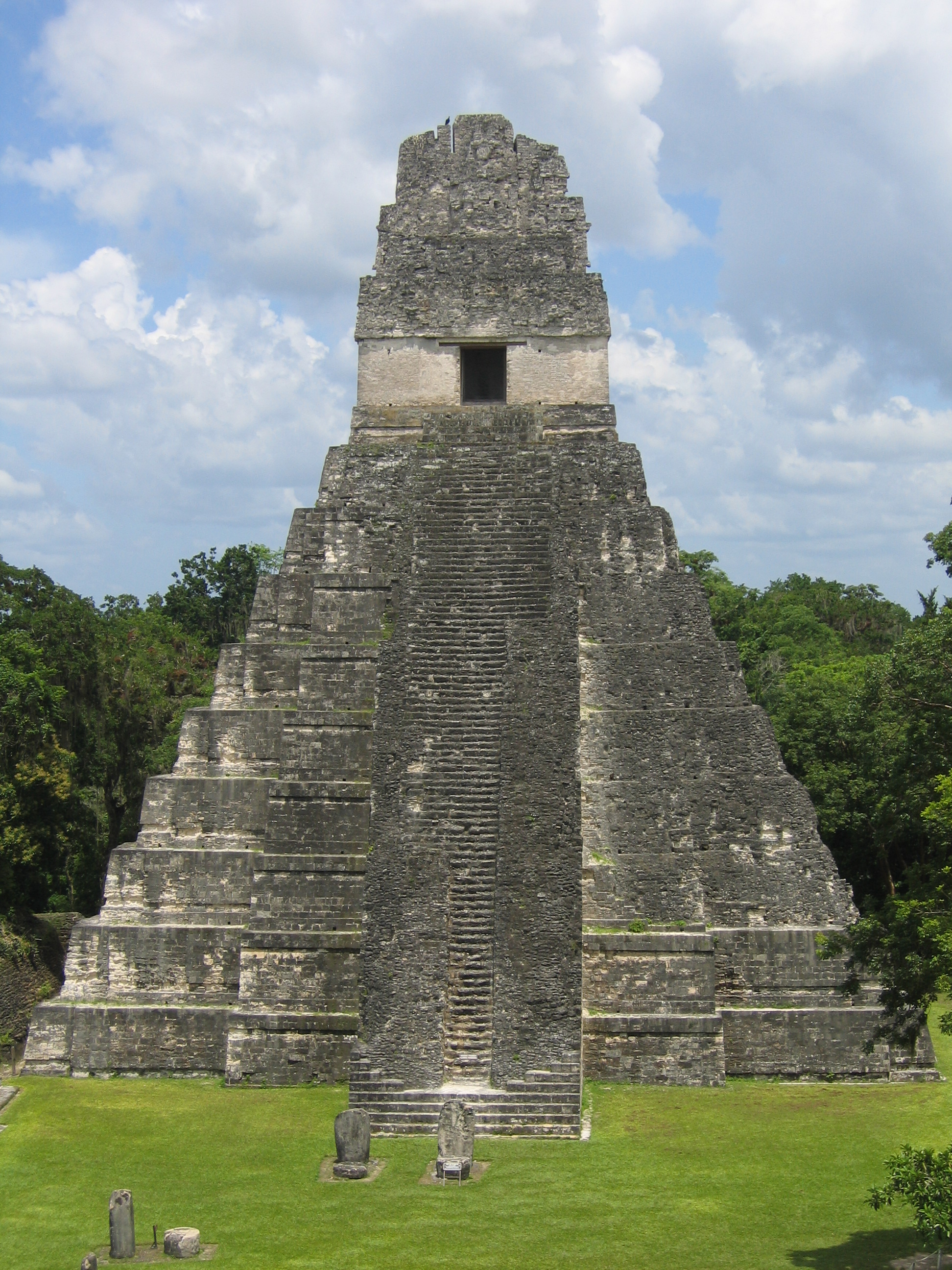
Храм ягуара в Тікалі
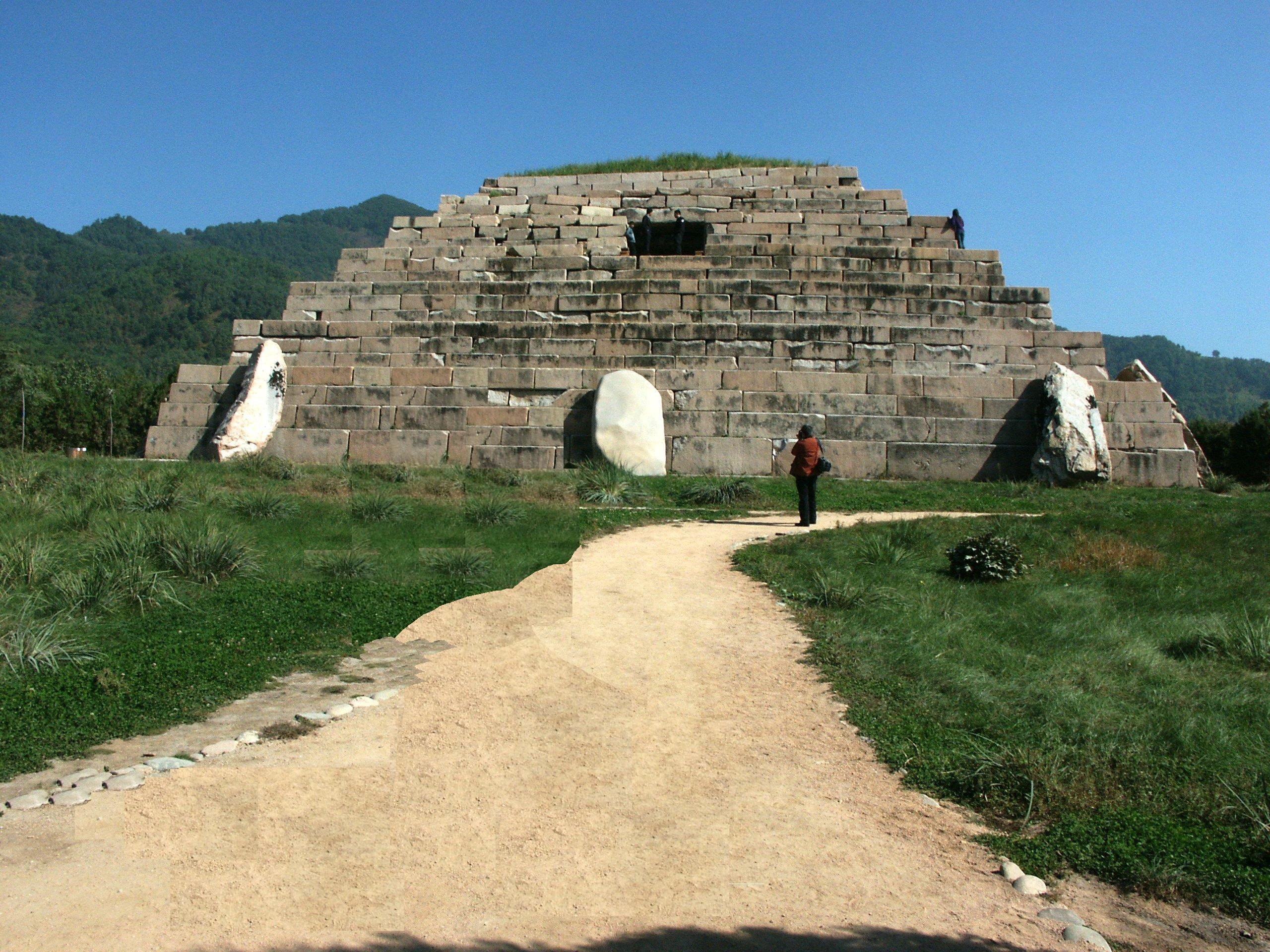
"Гробница Генерала" в Цзіані, Китай
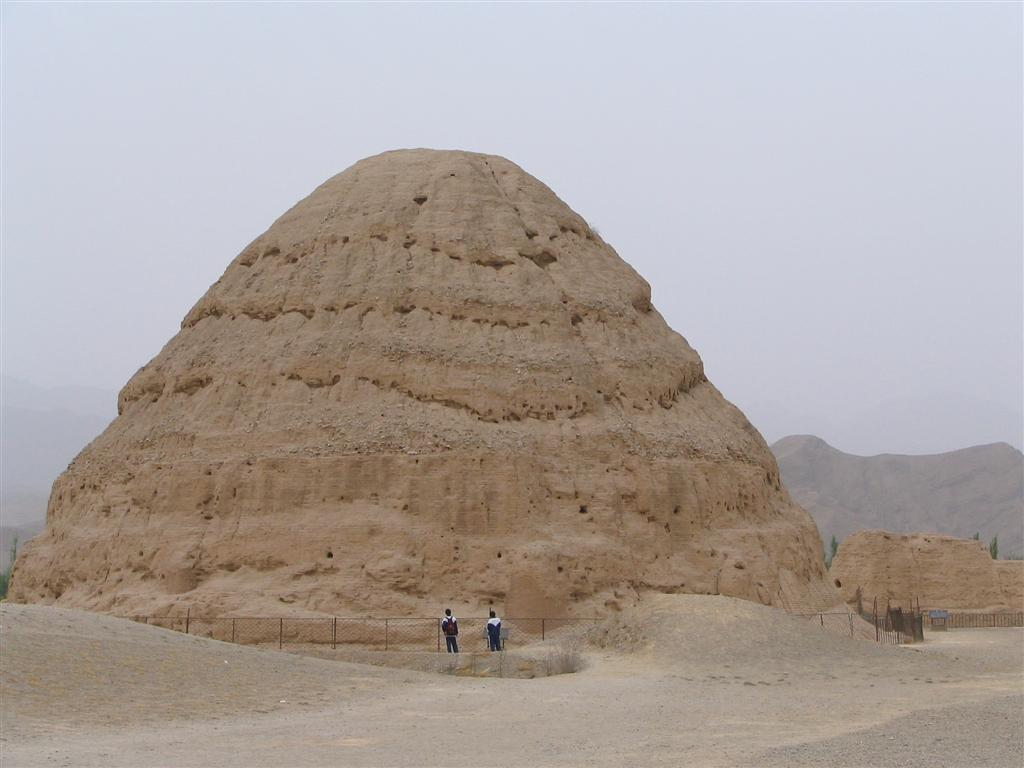
Царська гробница часів Тангутського царства, Китай
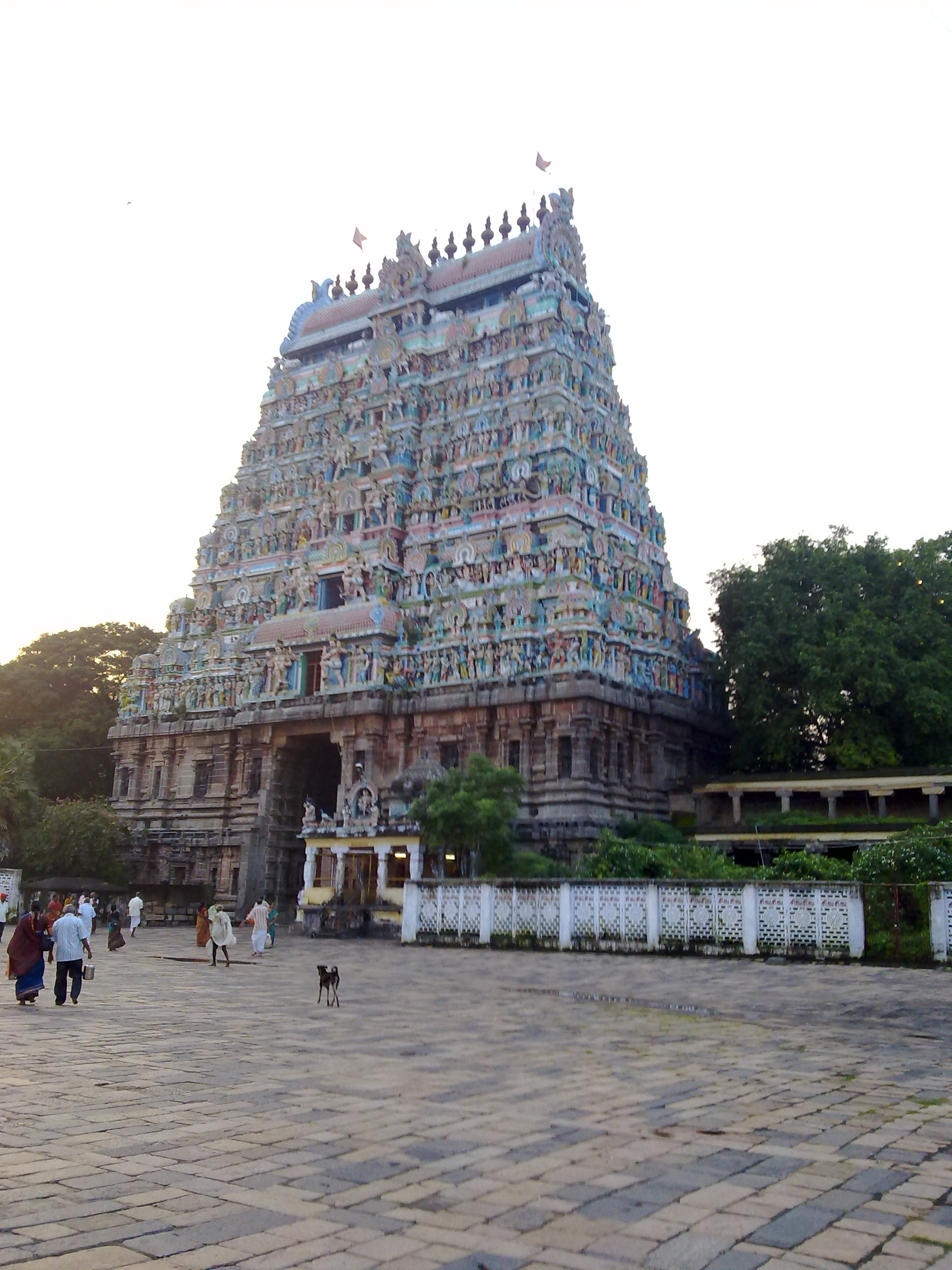
Храм Шиви-Натараджі в Індії
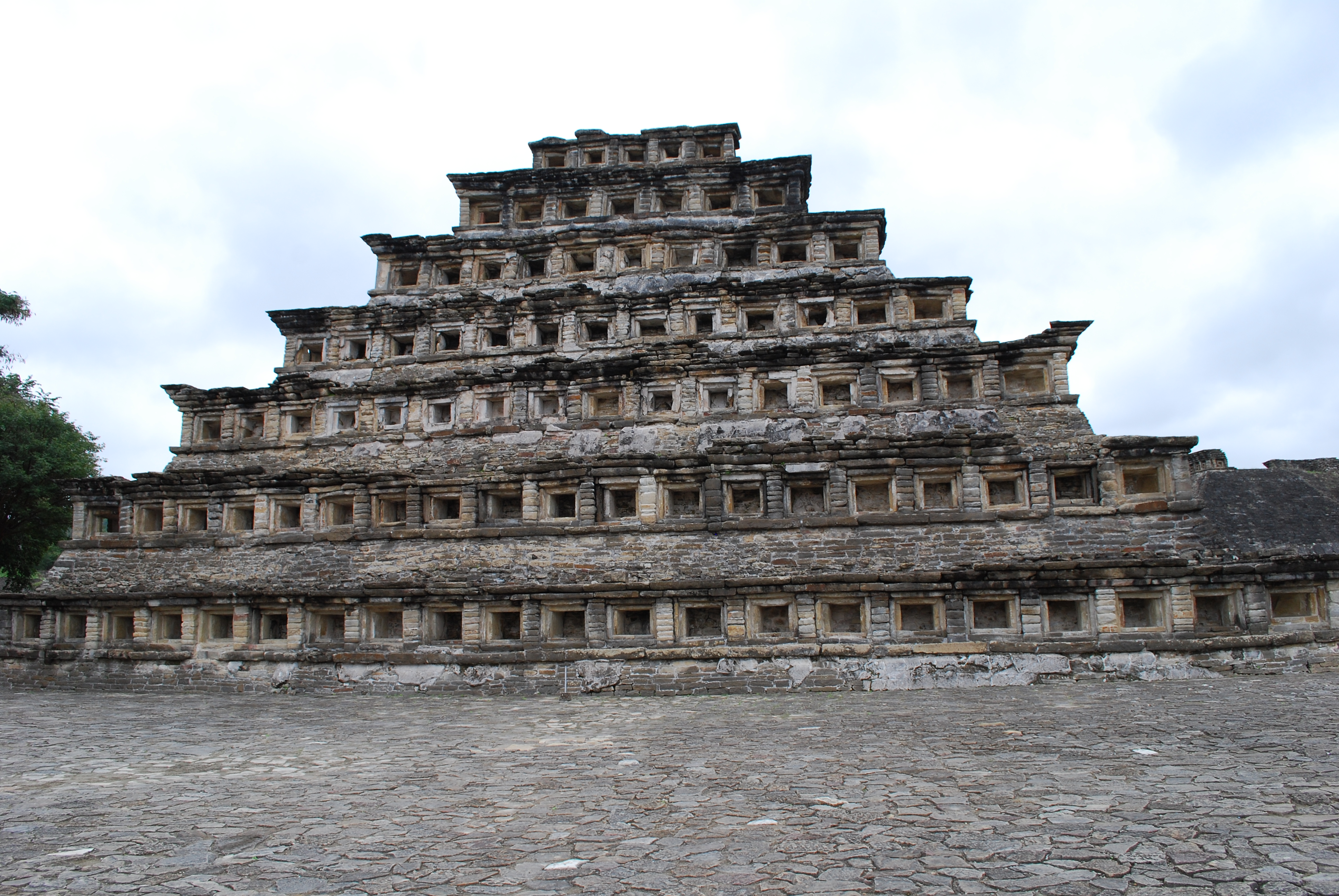
Піраміда Ель-Тахін в Мексиці
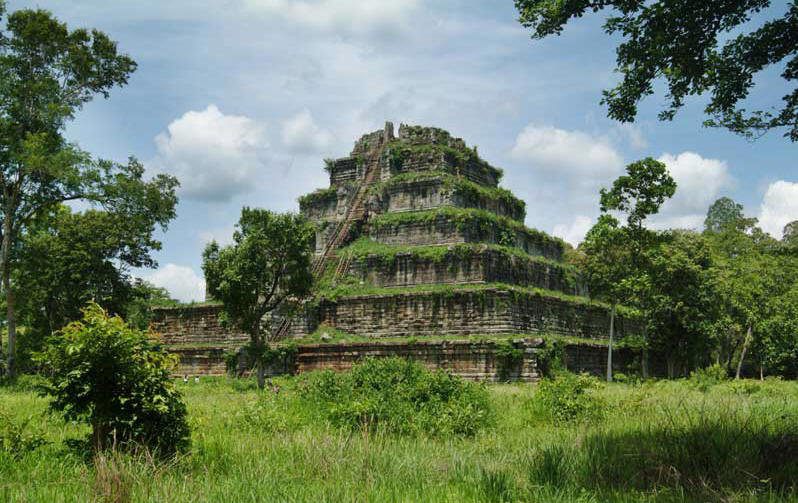
Храм-гора Прасатпранг в Камбоджі